# آماندا کرامول
آماندا کرامول (انگلیسی: Amanda Cromwell؛ زادهٔ ۱۵ ژوئن ۱۹۷۰) بازیکن فوتبال، و سرمربی (فوتبال) اهل ایالات متحده آمریکا است.

## باشگاهی
از باشگاه‌هایی که در آن بازی کرده‌است می‌توان به واشینگتن فریدام اشاره کرد.

## تیم ملی
وی همچنین در تیم ملی فوتبال زنان ایالات متحده آمریکا بازی کرده‌است.

## جوایز و افتخارات
وی  برنده مدال طلا بازی‌های المپیک تابستانی ۱۹۹۶ شده‌است.